# Leyanis Pérez
Leyanis Pérez, född 10 januari 2002, är en kubansk friidrottare som tävlar i tresteg.

## Karriär
Vid världsmästerskapen i friidrott 2023 tog Pérez brons i tresteg. Vid inomhusvärldsmästerskapen i friidrott 2024 tog hon silver i tresteg.